# 순창소방서
순창소방서(淳昌消防署, Sunchang Fire Station)는 전북특별자치도 순창군을 관할하는 전북특별자치도 소방본부 산하의 소방서이다.
소방서장은 소방정으로 보한다.

## 조직
| - 소방행정과 - 소방행정팀 - 예산장비팀 | - 방호구조과 - 대응구조팀 - 예방안전팀 | - 현장기동단 - 지휘조사 1~3팀 |

## 연혁
- 1994년 남원소방서 순창파출소개소
- 2006년 남원소방서 순창119안전센터명칭변경
- 2020년 순창소방서 개청

## 관할센터 및 관할구역
순창소방서는 1개 119안전센터를 산하에 두고 있다.
- 순창119안전센터 : 순창읍 구림면 금과면 동계면 복흥면 쌍치면 인계면 적성면 팔덕면 풍산면
- 전북특별자치도 순창군 순창읍 교성로 24
- 동계119지역대 구림119지역대 쌍치119지역대 복흥119지역대
- 순창소방서119구조대 : 순창군 일원
- 전북특별자치도 순창군 순창읍 교성로 24

## 역대서장
- 제1대 김현철(초대서장)
- 제2대 이길원
- 제3대 강동일
- 제4대 박덕규
- 제5대 이상일

## 같이 보기
- 대한민국 소방청
- 대한민국의 소방
- 소방관 계급